# 尤尼蒂 (伊利諾伊州)
尤尼蒂（英語：Unity）是位於美國伊利諾伊州亞歷山大縣的一個非建制地區。該地的面積和人口皆未知。

## 地理
尤尼蒂的座標為37°08′59″N 89°16′22″W / 37.14972°N 89.27278°W，而該地的平均海拔高度為102米（即335英尺）。